# ОШ „Др Јован Цвијић” Смедерево
Основна школа „Др Јован Цвијић“ у Смедереву се налази у улици 
Јована Цвијића 9. Школа је основана 12. октобра 1959. године.

## Историјат
Одлуком Општинског већа 1959. године се оснива основна школа и добија назив „Др Јован Цвијић“. Било је и предлога да се школа зове „Вожд Карађорђе“, због близине Карађорђевог дуда, али је ипак названа по Јовану Цвијићу.
Школа се налази у центру града и припада месној заједници „Ладна вода“. Почиње са радом у шест учионица са 578 ученика у 17 одељења. Школа је већ 1973. године имала 1562 ученика. Због пораста броја ученика, морале су да се врше надоградње на школи.
Године 1961. сазидана је нова школска зграда, а број одељења се повећао на 34. Дограђено је још шест учионица 1995. године чиме су створени услови за рад школе у две смене.

### Доградња
До октобра 2007. се настава похађала у учионицама опште намене, а настава физичког васпитања у неадекватној сали, скученим и неравним теренима за кошарку, одбојку и фудбал.
Градња новог објекта отпочела је у мају 2005. године и трајала је до маја 2007. године када је свечано отворен новоизграђени објекат који обухвата фискултурну салу са трибинама, справарницом и свлачионицама, као и 5 учионица са кабинетским простором и амбулантом. Школа је тада проширена за додатних 1600 m² и прелази на кабинетски начин рада. Током 2007. и 2008. године свих пет кабинета и фискултурна сала опремљени су новом опремом.
У новом делу школе опремљен је кабинет за хемију, биологију, физику, музичко и техничко, а у старом делу кабинет за информатику и ликовну културу.
Школске 2010/2011. године урађен је и пројекат за опремање дигиталне учионице. Тада је кабинет техничког претворен у дигиталну учионицу, а постојећи кабинет пресељен у стари део школе. Исте године је отворен и кабинет за стране језике – фонолабораторија, типа амфитеатра.

## Продужени боравак
Школа поседује и простор за продужени боравак који је отворен почетком школске 2009/2010. године. Простор је модерно опремљен и примерен ученицима млађих разреда који пре или после наставе проводе по 4 или 5 сати са учитељицама које о њима воде бригу и помажу им у учењу. Продужени боравак у школи реализује се у две просторије, у већој просторији од 78 m² у издвојеном објекту који је адаптирана за ту сврху и мањој просторији поред зубне амбуланте у новом делу школске зграде.

## Еко
Године 2012. школа је ушла у пројекат енергетске ефикасности који је подржало Министарство за заштиту животне средине и град Смедерево. Школа је тада постала прва у Србији која је увела соларно грејање постављањем соларних панела на површини фискултурне сале.

## Награде
Школа је добитник повење „Капетан Миша Анастасијевић“ као најуспешнија образовна установа Подунавског округа. Награда „Капетан Миша Анастасијевић“ је једно од најзначанијих признања које једна школа може да добије и додељена је у Центру за културу у Смедереву 31. марта 2016.